# Селекша
Селекша — река в России, протекает по территории Юрьево-Польского района Владимирской области. Устье реки находится в 159 км от устья Нерли по правому берегу. Длина реки составляет 68 км, площадь водосборного бассейна — 395 км².

## Данные водного реестра
По данным государственного водного реестра России относится к Окскому бассейновому округу, водохозяйственный участок реки — Нерль от истока и до устья, речной подбассейн реки — бассейны притоков Оки от Мокши до впадения в Волгу. Речной бассейн реки — Ока.
Код объекта в государственном водном реестре — 09010300812110000032364.

### Притоки
(указано расстояние от устья)
- 30 км: река Симка (лв)
- 37 км: река Лубянка (пр)